# كلاموين
كلاموين (بالإنجليزية: ClamWin)‏، برامج مضاد فيروسات حر، مجاني ومفتوح المصدر. يوفر كلاموين الواجهة الرسومية لكلام أنتي فيرس. يحمل الإصدار الأخير منه رقم 0.99.1، والبرنامج أختير بتاريخ فبراير 2005 كبرنامج الشهر لموقع سورس فورغ ، حسب إحصائات موقع البرنامج فإن عدد مرات تحميل البرنامج أكثر من (8.000.000)  مرة.
كلاموين مرخص تحت رخصة جنو العمومية ويمكن تحميله من موقعه الرسمي بدون مقابل.

## الميزات
- فحص ملفات مخصصة.
- تحديث قاعدة البيانات تلقائيا على أساس منتظم.
- فاحص فايرسات مستقل.
- متكامل مع قائمة ويندوز إكسبلورر.
- يضاف لمايكروسوفت آوتلوك.
- تتوفر نسخة محمولة منه

وهناك أيضا امتداد لموزيلا فايرفوكس لفحص الملفات المنزلة (حاليا فقط تدعم فايرفوكس 1.5).

### الفحص المستمر
على عكس العديد من البرامح المضادة للفيروسات، لا يقوم كلام وين بالمسح المستمر للملفات تلقائيا، فليست خاصية المسح لدى فتح الملفات موجودة فيه، ولكن يمكن استخدام كلام ون مع برمجيات أخرى للوصول إلى هذه الخاصية مثل وينبوش.

## الكفاءة
في 23 أبريل - 10 مايو، 2007 في اختبار أجراه Virus.gr على كلاموين أنتي فايرس النسخة 0.90.1 استطاع التعرف على 47.95% من التهديدات الأمنية، وحصل على المرتبة التاسعة والثلاثين من أصل 53 في اختبار المنتجات.